# 王屾
王屾（1990年4月—2009年7月31日），中国篮球运动员。生于辽宁省阜新市，身高190cm。2003年，被辽宁省体校教练选拔到省队，被提拔为队长。2006年，入选阿迪达斯篮球训练营，并前往美国。在最后的比赛中，王屾一鸣惊人，最终获得扣篮王。2007年再次入选阿迪达斯训练营，当选了训练营的MVP。
后患白血病，手术失败，病故。